# Santa Rosa (La Pampa)
Santa Rosa jest argentyńskim miastem leżącym w prowincji La Pampa.
W roku 2001 miasto liczyło 94340 mieszkańców, a z okolicami 102610 mieszkańców.
Miasto założone zostało w roku 1892 przez Tomása Masona.

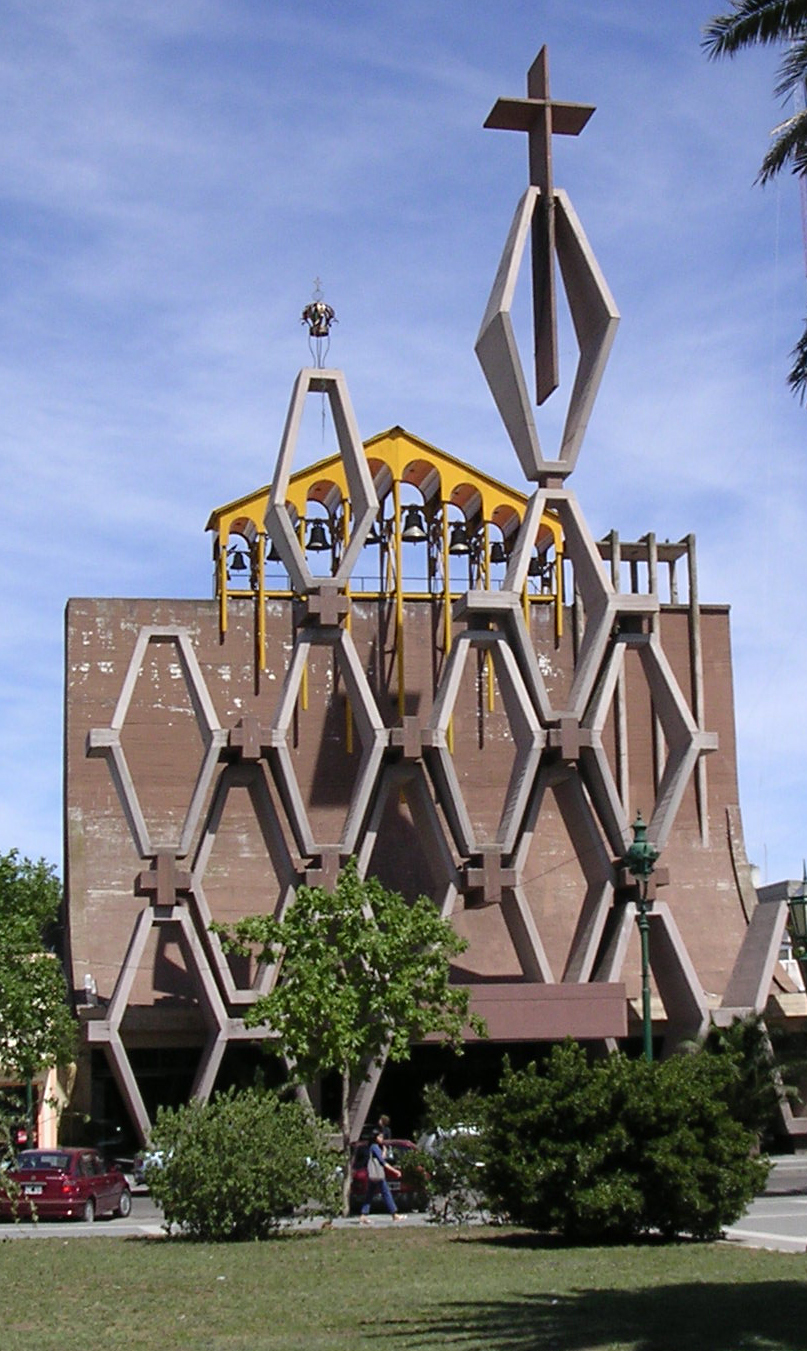
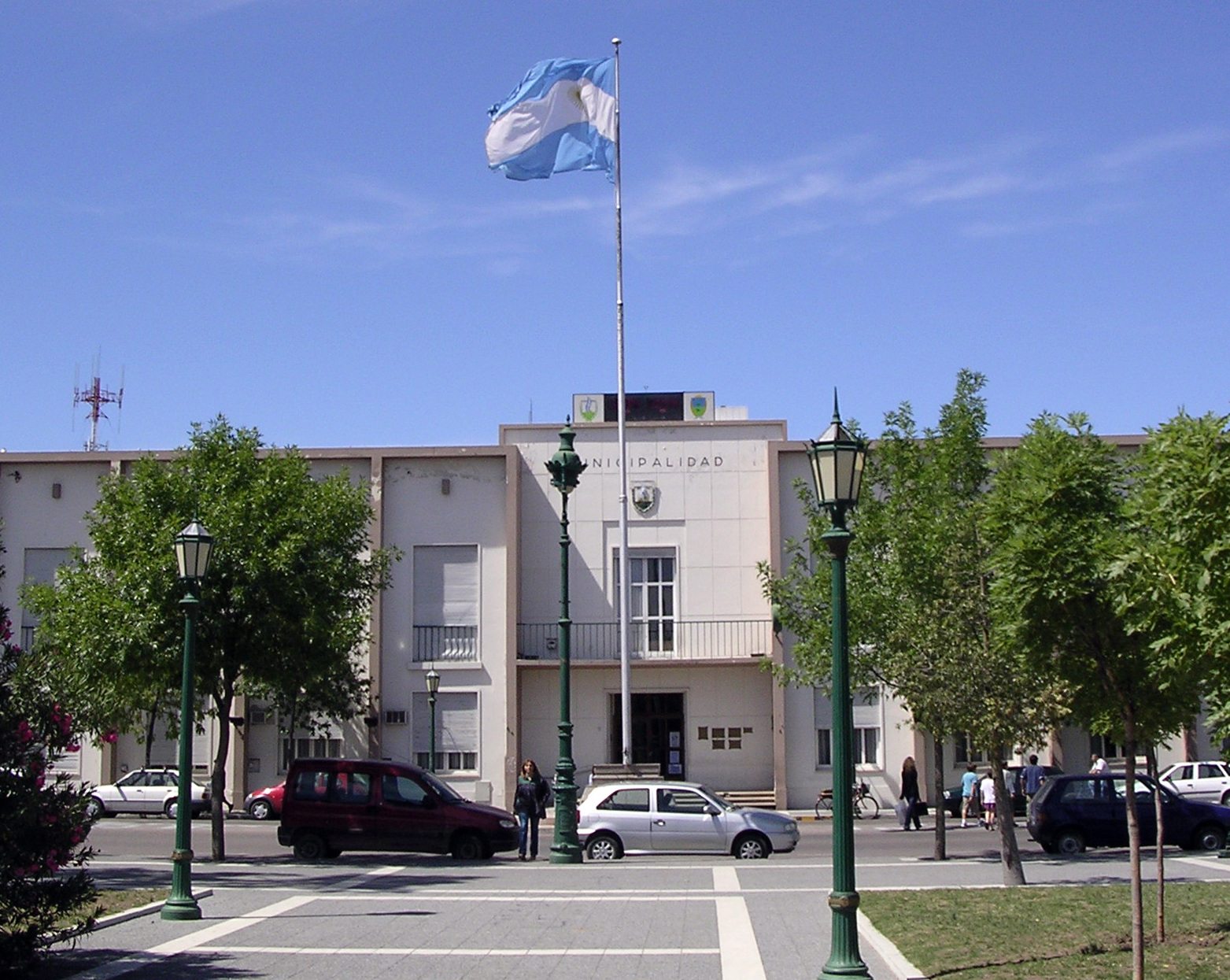
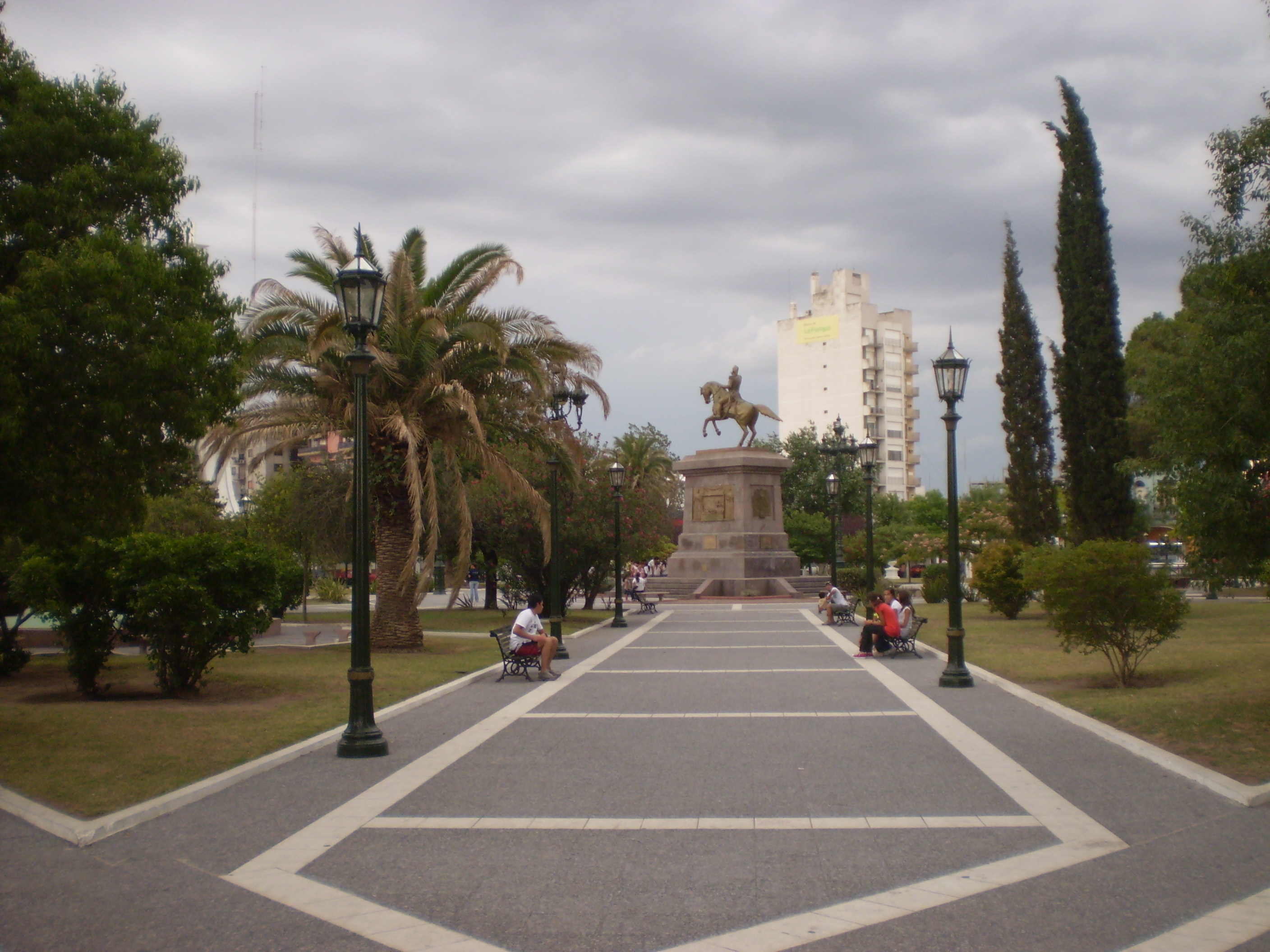